# 장흥 보림사 사천왕상 복장 계초심학인문
보림사 사천왕상 복장계초심학인문(寶林寺 四天王像 腹藏戒初心學人文)은 전라남도 장흥군 유치면 봉덕리에 위치한 보림사의 사천왕상에 들어 있던 유물이다. 1998년 8월 20일 전라남도의 유형문화재 제194호로 지정되었다.

## 개요
전남 장흥군 유치면 봉덕리에 위치한 보림사의 사천왕상에 들어 있던 유물이다.
고려 중기 지눌이 조계산에 수선사를 세우고 선(禪)사상을 일으켰을 때 처음 불교에 입문한 사람과 수선사의 기강을 위해 저술한 것이다. 불교 수행에 있어 핵심내용을 뽑아 우리나라에 맞게 저술한 것으로, 불교 전문강원의 교재로 채택되었으며 승려는 물론 일반 신도까지 배워야 할 기본서가 되었다.
이 책 뒤에 『몽산화상법어약록』과 『훈몽요초』가 함께 묶여 있는데, 한자구결이 본문에 있어 학술적 가치가 크다. 『훈몽요초』는 지금까지 알려진 것보다 시기가 상당히 앞서 간행된 것으로 밝혀져 주목된다. 지금까지 알려진 것 가운데 가장 오래된 본으로 문화재 가치뿐 아니라 학술적 가치도 높이 평가된다. 

## 같이 보기
- 보림사

## 참고 자료
- 보림사사천왕상복장계초심학인문 - 국가유산청 국가유산포털